# 尺骨神経管症候群
尺骨神経管症候群（しゃっこつしんけいかんしょうこうぐん）とは、尺骨神経管の中を走る尺骨神経がガングリオンや脂肪の塊、外傷などにより尺骨神経管内圧が上がり、圧迫されて引き起こされる疾患群のことである。発見者の名前によりギヨン管症候群とも呼ばれる。

## 症状

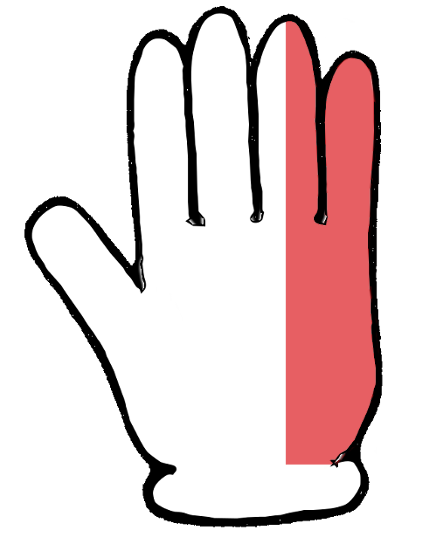
尺骨神経管症候群によって痺れが出る可能性のある範囲が赤く表示されている。ただし、あくまで掌側のみ。反対側まで痺れが出ている場合は、他の疾患が疑われる。

基本的には尺骨神経の支配領域の中で、尺骨神経管の先によって支配している領域に痺れを生ずることがある。具体的には第5指の掌側と、第4指の第5指側半分の掌側などの痺れである

。
ところで、尺骨神経が何らかの原因で圧迫を受けたことによって発生した尺骨神経麻痺の中で代表的な疾患としては、この尺骨神経管症候群の他に肘部管症候群が挙げられる

。
肘部管症候群で起きている尺骨神経への圧迫によって起こる症状とは異なり、尺骨神経管症候群の場合は手背側に痺れを生ずることはない

。
なお、尺骨神経管症候群では多彩な症状が現れることが知られており、中には痺れなどの感覚の障害が出ずに、筋肉の萎縮だけが見られるなどといった場合もある

。

## 診断・検査
神経が傷害されている場所を叩くと、その神経が支配している場所にも痛みが走ること、すなわちティネル徴候が見られるかどうか。また、もしも痺れのような感覚障害が現れている場合は、その場所が尺骨神経の支配領域と一致しているかどうか。尺骨神経麻痺が起こった時に特徴的な部位の筋肉の萎縮が見られるかどうか。このようなことを利用して診断を行う。必要があればMRI検査などを行う場合もある。

## 治療
外傷や腫瘍が原因であれば、なるべく早期に手術を行って回復を試みるのが通常である。それ以外の原因なら保存的治療も行われるものの、その後も症状が悪化してゆく場合や、3ヶ月経過しても回復しない場合は手術の適応となり得る

。